# 아틀라스 (항성)
아틀라스는 산개 성단 플레이아데스에 있는 삼중성계이다. 황소자리 27이라고 부르기도 한다.
주성 아틀라스 A는 청백색의 B형 거성으로 겉보기 등급은 3.62이다. 분광쌍성이기도 하며 밝기는 4.1에서 5.6까지 변한다. 구성원 둘은 서로의 질량 중심을 1250일에 한 번 돈다. 아틀라스는 겉보기 등급 6.8의 어두운 반성 아틀라스 B를 거느리고 있다. B는 A로부터 0.4초각 떨어져 있으며, 이는 약 52 천문단위의 거리에 해당한다.